# Shep Fields
Pour les articles homonymes, voir Fields et Feldman.
Shep Fields (né le 12 septembre 1910 à Brooklyn, de son vrai nom Saul Feldman, mort le 23 février 1981) est un musicien américain, chef du big band Shep Fields and His Rippling Rhythm dans les années 1930. Il était également saxophoniste et clarinettiste.

## Composition du Big band
- Sid Greene (1913–2006), batterie c. 1932-1943
- Hal Derwin, chant 1940
- Larry Neill, chant 1940
- Dorothy Allen (1896–1970), chant 1940 [3]
- Ken Curtis (1916–1991), chant
- The Three Beaus and a Peep, chant c. 1947-1948
- Bob Johnstone (1916–1994), chant c. 1947-1948
- Toni Arden, chant , c. 1945
- Bob Shapley, accordéon, c. 1948-1950
- Carl Frederick Tandberg (1910–1988), basse, c. 1940 [4]
- Lou Halmy (1911–2005), trompette, arrangements, c. 1935 [5],[6]
- Sid Caesar (1922–2014), saxophone, c. 1940 [7],[8]
- John Serry Sr. (1915–2003), accordéon, 1937–1938 [9]
- Pat Foy, chant 1941 [3]
- Lew Harris, arrangements 1940 [3]
- Earl Kramer, saxophone 1941 [3]
- John Quara (1925-), Guitare c. 1947-1950

## Enregistrements
- That Old Feeling
- The Jersey Bounce
- I've Got You Under My Skin
- September In The Rain
- Shep Fields and His Rippling Rhythm, 1940, Volumes 1 and 2

## Diffusion radio
- Glen Island Casino à New Rochelle le 12 mai 1947 avec Toni Arden, Bob Johnstone, et The Three Beaus and a Peep.
- Ice Terrace Room of the New Yorker Hotel le 6 mars 1948 avec Toni Arden, Bob Johnstone, et The Three Beaus and a Peep.

## Filmographie
- Biltmore Hotel à Los Angeles en septembre 1938 - octobre 1938 avec John Serry Sr. en soliste sur la radio NBC[10]
- Various Soundies (1941-1946)
- You Came To My Rescue (1937) de Dave Fleischer
- The Big Broadcast of 1938 (1938) - Directeur Mitchell Leisen avec W.C. Fields, Martha Raye, Dorothy Lamour, Bob Hope et The Shep Fields Rippling Rhythm Orchestra[11],[12].
- Kreisler Bandstand (1951) - série télévisée de Perry Lafferty.